# Pseudopoda bibulba
Pseudopoda bibulba is een spinnensoort in de taxonomische indeling van de jachtkrabspinnen (Sparassidae).
Het dier behoort tot het geslacht Pseudopoda. De wetenschappelijke naam van de soort werd voor het eerst geldig gepubliceerd in 2000 door Yajun Xu & Chang-Min Yin.